# Challenger de Szczecin 2024
El torneo Szczecin Open 2024 fue un torneo de tenis perteneció al ATP Challenger Tour 2024 en la categoría Challenger 125. Se trató de la 31ª edición; el torneo tuvo lugar en la ciudad de Szczecin (Polonia), desde el 9 hasta el 15 de septiembre de 2024 sobre pista de tierra batida al aire libre.

## Jugadores participantes del cuadro de individuales
| Preclasificado | País                       | Jugador             | Rank1 | Posición en el torneo |
| 1              | Bandera de Brasil          | Thiago Seyboth Wild | 68    | Primera ronda         |
| 2              | Bandera de Argentina       | Federico Coria      | 79    | Semifinales           |
| 3              | Bandera de España          | Jaume Munar         | 84    | Primera ronda         |
| 4              | Bandera de Alemania        | Daniel Altmaier     | 89    | Cuartos de final      |
| 5              | Bandera de República Checa | Vít Kopřiva         | 118   | ´CAMPEÓN              |
| 6              | Bandera de España          | Albert Ramos        | 122   | Primera ronda         |
| 7              | Bandera de Colombia        | Daniel Elahi Galán  | 127   | Primera ronda         |
| 8              | Bandera de Italia          | Stefano Napolitano  | 135   | Primera ronda         |

- 1 Se ha tomado en cuenta el ranking del 26 de agosto de 2024.

### Otros participantes
Los siguientes jugadores recibieron una invitación (wild card), por lo tanto ingresan directamente al cuadro principal (WC):
- Tomasz Berkieta
- Daniel Michalski
- Olaf Pieczkowski

Los siguientes jugadores ingresan al cuadro principal tras disputar el cuadro clasificatorio (Q):
- Hynek Bartoň
- Jacopo Berrettini
- Lucas Gerch
- Andrew Paulson
- Max Hans Rehberg
- Alexey Vatutin

## Campeones

### Individual Masculino
- Vít Kopřiva derrotó en la final a  Andrea Pellegrino por 7–5, 6–2

### Dobles Masculino
- Guido Andreozzi /  Théo Arribagé derrotaron en la final a  Ryan Seggerman /  Szymon Walków por 6–2, 6–1